# Park Tae-kyong
Park Tae-kyong (ur. 30 lipca 1980) – koreański lekkoatleta, specjalizujący się w biegu na 110 metrów przez płotki.

## Osiągnięcia
- brąz mistrzostw Azji (Dżakarta 2000)
- brąz igrzysk azjatyckich (Pusan 2002)
- brązowy medal Uniwersjady (Daegu 2003)
- srebro mistrzostw Azji (Manila 2003)
- brązowy medal mistrzostw Azji (Guangdong 2009)
- brąz igrzysk azjatyckich (Kanton 2010)
- brązowy medal mistrzostw Azji (Kobe 2011)
- wielokrotny mistrz i rekordzista kraju

W 2004 Park Tae-kyong reprezentował swój kraj na igrzyskach olimpijskich w Atenach, gdzie jednak odpadł w eliminacjach na 110 metrów przez płotki.

## Rekordy życiowe
- bieg na 60 metrów przez płotki (hala) – 7,78 (2014) rekord Korei Południowej
- bieg na 110 metrów przez płotki – 13,48 (2010) rekord Korei Południowej